# Рука пустелі
24°09′30″ пд. ш. 70°09′24″ зх. д. / 24.15833611° пд. ш. 70.15654444° зх. д.
Рука́ пусте́лі (ісп. Mano del desierto) — скульптура в Чилі, у пустелі Атакама, в регіоні Антофагаста. Розташована за 450 метрів від траси № 5 Панамериканського шосе й за 70 км від міста Антофагаста.

## Опис
Скульптура являє собою ліву долоню людини, що наче висувається з-під землі приблизно на три чверті. Висота скульптури — 11 метрів. Автор — чилієць Маріо Іраррасабаль (ісп. Mario Irarrázabal). За задумом автора, його робота повинна виражати людську несправедливість, самотність, горе й муки, а такий помітний розмір — вразливість і безпорадність. Матеріал конструкції — бетон на стальному каркасі. Відкриття відбулося 28 березня 1992 року.
Скульптура — популярне місце для зйомок, вона потрапила в безліч рекламних роликів і музичних кліпів. «Руку» часто розмальовують графіті, тому влада її регулярно очищає. Зокрема, в рамках святкування всесвітнього дня туризму в 2013 році влада Антофагасти й міністерство туризму Чилі організували її очищення силами 20 волонтерів. Опіку над пам'ятником взяло на себе «Об'єднання за Антофагасту» (ісп. La Corporación Pro Antofagasta), члени якого періодично чистять пам'ятник та закликають відвідувачів не покривати його написами.